# 齊家網
齊家網原名上海團購網，是中華人民共和國一家裝修、建材和家居電子商務平台，總部位於上海，成立於2005年3月。2012年7月推出齊家裝修、齊家團購、齊家商城。

## 外部連結
- 官方网站